# 聯一公司大樓舊址
聯一公司大樓舊址位於四川省瀘州市江陽區，文物遺址年代判定為民國。2012年7月16日公佈為第八批四川省文物保護單位。
聯一公司大樓舊址位於四川省瀘州市江陽區大河街70號，占地面積2000餘平方米，舊為瀘州寶元通下屬子公司“聯一公司”，中共建政後為川南人民銀行所屬，於50年代由瀘州市人民政府劃歸瀘州綜合貿易公司所有。聯一公司大樓建築坐東向西，由磚、木、條石建成。屬西式建築，風格獨特，整個建築立面呈“凸”字型，通高21米，中間為5層，兩邊為4層，大門寬2.75米，高約7米。建築1至2樓主體四壁多用條石砌成，3至5樓為磚木結構。聯一公司大樓屬典型的民國風格建築，具有極其鮮明的時代特徵，對於研究民國時期建築史和工藝技術有著重要作用，也是瀘州地區經濟、社會變遷的一個實物記載，為研究瀘州地區經濟和社會的變化保存了珍貴的實物資料。2001年，聯一公司大樓舊址被瀘州市人民政府公佈為市級文物保護單位。